# エスコロダウポ式つづり
エスコロダウポ式つづり（オック語: Nòrma de l'Escòla dau Pò）はオック語の正書法の一。1971年に、オック語ヴィヴァロ・アルパン（Vivaro-Alpin）方言の推進団体エスコロ・ダウ・ポ（オック語古典式つづり：escòla dau Pò,オック語エスコロダウポ式つづり：escolo doou Po）が考案した。ミストラル式つづりに手を加えたもので、同団体の活動が短命に終わった後も用いられつづけたが、先んじて普及していた古典式つづりの優位は変わらず、エスコロダウポ式つづりの使用者は現在まで少数派にとどまっている。